# Hyborhabdus
Hyborhabdus is een kevergeslacht uit de familie van de boktorren (Cerambycidae). De wetenschappelijke naam van het geslacht werd voor het eerst geldig gepubliceerd in 1911 door Aurivillius.

## Soorten
Hyborhabdus is monotypisch en omvat slechts de volgende soort:
- Hyborhabdus singularis Aurivillius, 1911